# Recogepelotas

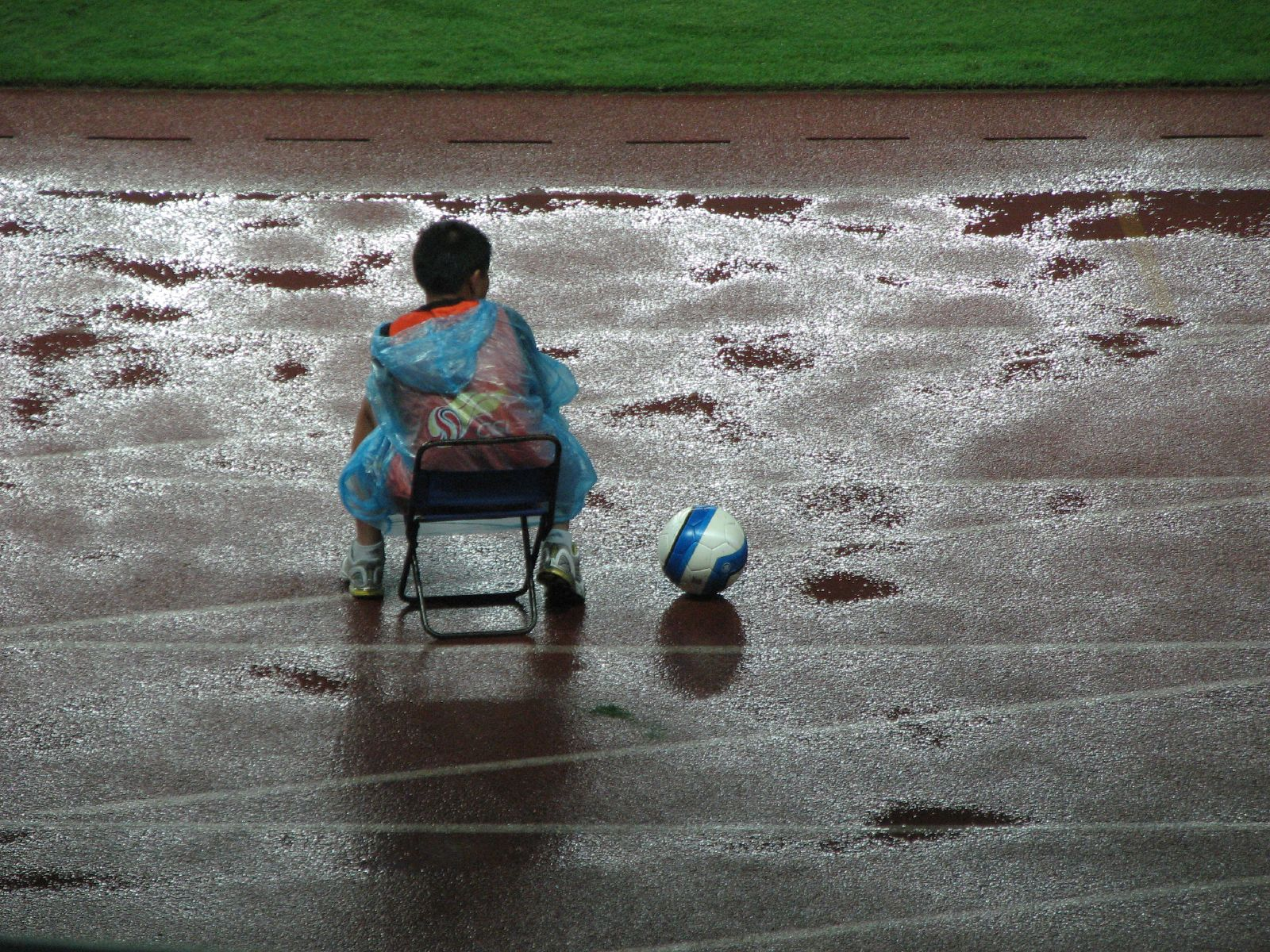
Recogebalones en un juego de fútbol en China.

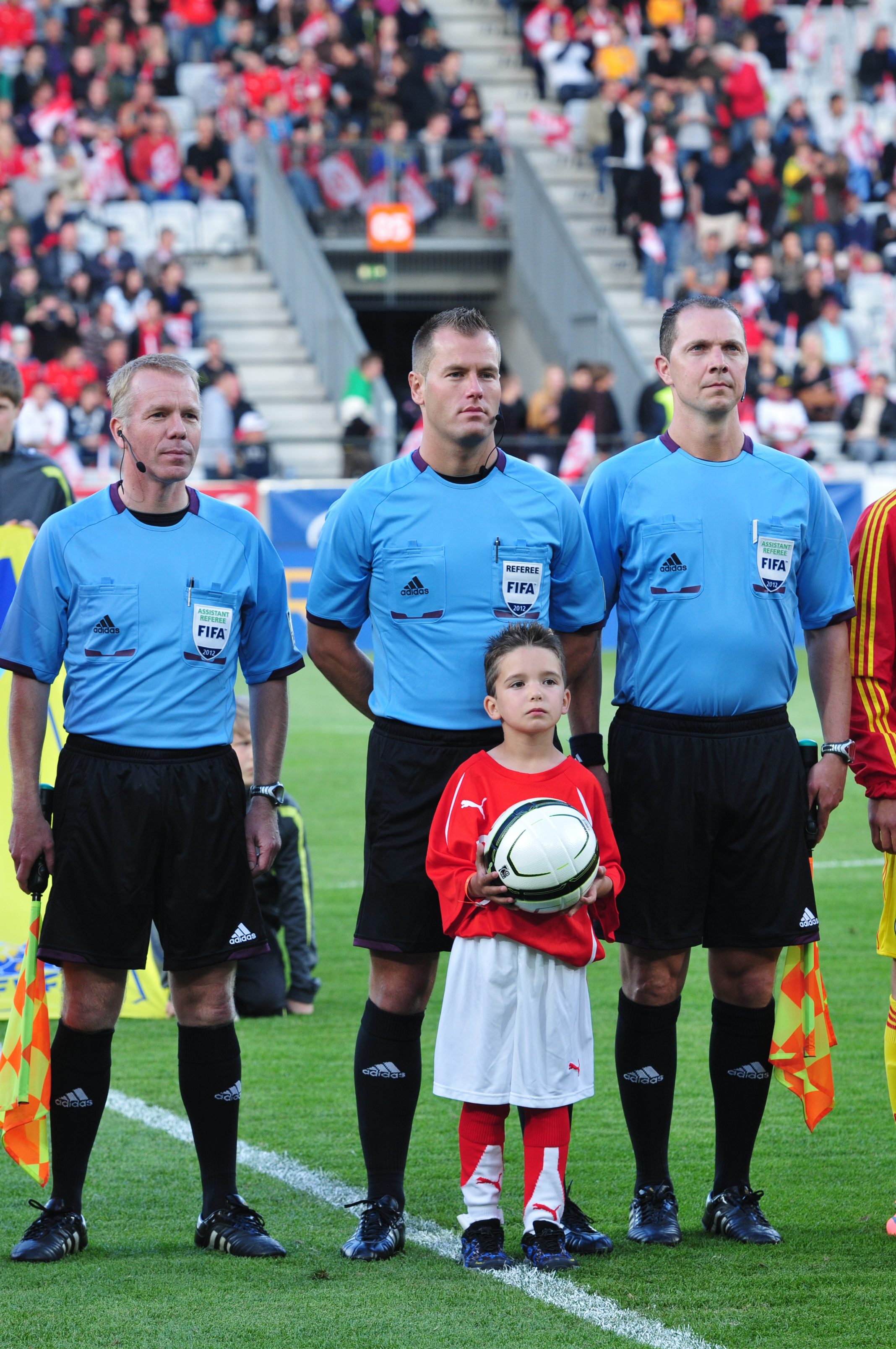

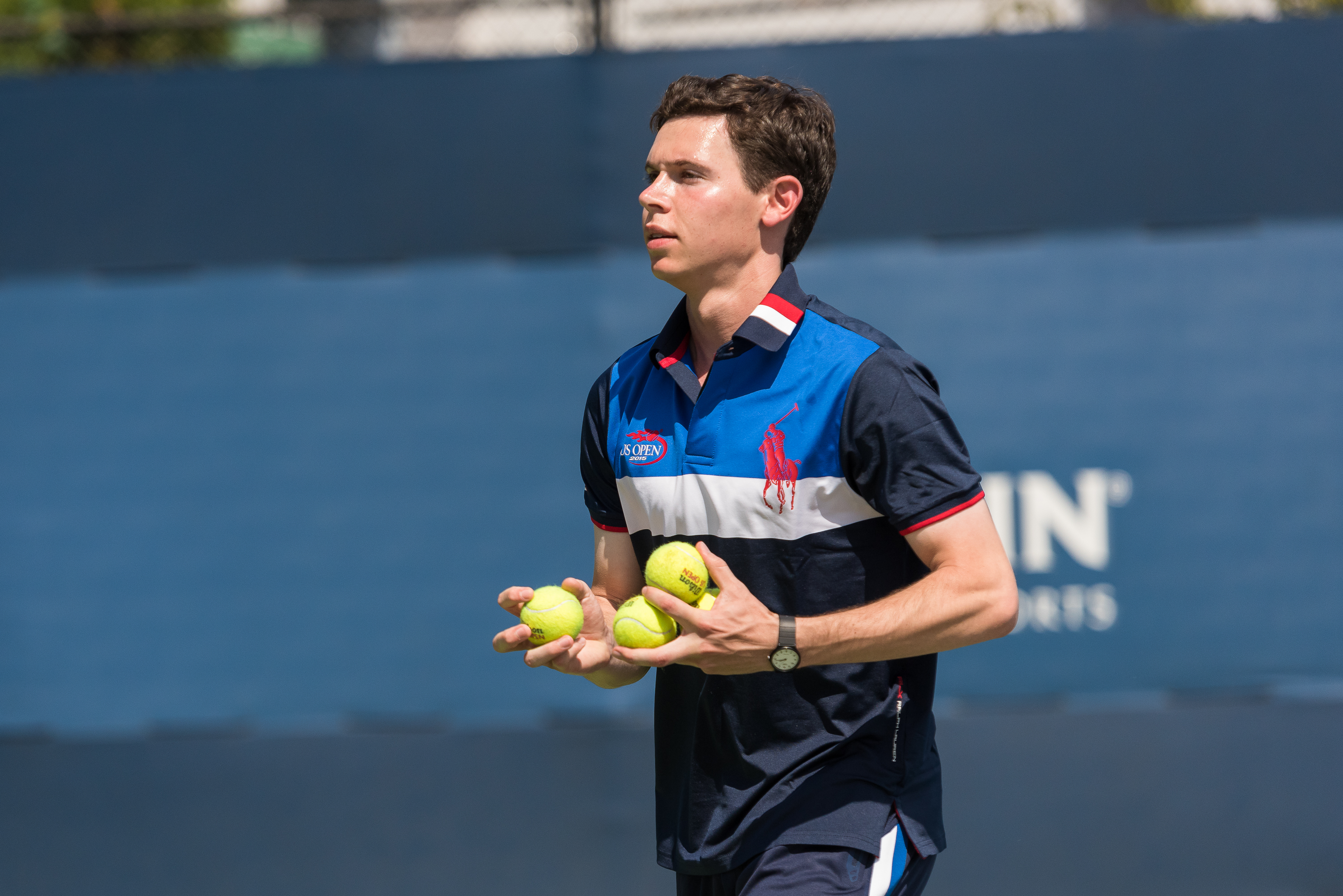
Recogepelotas en tenis.

Un recogepelotas, recogebalones, alcanzapelotas, recogebolas o balonero es el encargado de regresar los balones de fútbol a la cancha lo más rápido posible para no permitir que se pierda el tiempo del juego. Juegan un papel muy importante y crucial en los partidos de futbol o cualquier deporte. 
Al haber más balones por decreto de la FIFA, necesitaban que todos los balones regresaran al campo de juego más rápidamente. Llevan el uniforme del patrocinador del equipo, que generalmente pertenecen a sus fuerzas básicas, aunque varía del equipo del juego. Su trabajo consiste en colocarse en varias posiciones en la cancha de juego y recoger los balones en cada saque, así como pedir los balones que salen del área de juego hacia la tribuna, para devolverlo al campo de juego. Suele haber de 12 a 15 recogebalones en un partido de balompié. Su actitud fue una de las primeras formas del juego limpio, pues no solo daban los balones recogidos a su equipo, sino también a sus adversarios.

## Otros tipos de baloneros
También pueden observarse recogebalones en partidos de baloncesto (aunque en un número menor), el vóleibol, el tenis y el fútbol americano.
El "feeding" o "ball boy" es un término utilizado en el tenis para describir como dan los recogepelotas las pelotas a los jugadores de tenis. Deben ser ágiles y hábiles para dar y atrapar las pelotas que salen del campo.
En los campos de golf, los empleados deben recoger las pelotas caídas en los lagos; en algunos casos se los contrata específicamente para dicha tarea.

## Recogebalones famosos
- Guillermo Sáez, recogepelotas profesional, y admirado por todos, del Club de pádel Barranco del Carraixet.